# IC 353
Région HII
IC 353 est une nébuleuse par réflexion dans la constellation du Taureau.
- Ascension droite : 3h 55m 3,5s
- Déclinaison : 25° 29′ 8″
- Taille : 180'
- Magnitude : faible[évasif]

Nébuleuse à émission très faible et très étendue.
Cette nébuleuse pâle et irrégulière, est située dans un environnement riche en nébulosités, elle est située également près du célèbre amas ouvert M45 (les Pléiades), et, est en fait plus étendue que M45.